# Hazor
Hazor, Cazor o Tel Hazor (ebraico: תל חצור) è un tell situato sopra all'antico sito di Hazor, dove i reperti archeologici sono i più grandi e preziosi della moderna Israele. Hazor fu un'antica città situata nella Galilea settentrionale, a nord del Mar di Galilea, tra Ramah e Qadeš, sull'altopiano che sovrasta il lago Merom. In tempi moderni il sito è stato oggetto di molti scavi, a partire dal 1955 con quelli guidati da James de Rothschild, che pubblicò i risultati in un'opera composta da 5 volumi editi dalla Israel Exploration Society. Nel 2005 i resti di Hazor sono stati dichiarati patrimonio dell'umanità dall'UNESCO.

## La Hazor cananea
Durante il Secondo periodo intermedio dell'Egitto e all'inizio del Nuovo Regno (ovvero tra il XVIII ed il XIII secolo a.C.), Canaan era uno stato vassallo dell'Egitto, ed i documenti del XIV secolo dell'archivio egiziano di El Amarna descrivono il re di Hazor (chiamato Hasura), Abdi-Tirshi, come fedele al faraone. In questi documenti Hazor viene descritta come importante città di Canaan. Viene anche menzionata in alcuni testi del XVII secolo a.C. trovati a Mari, sul fiume Eufrate.
Secondo il Libro di Giosuè a Hazor regnò Iabin, un potente sovrano cananeo che guidò la sua Confederazione contro Giosuè, ma venne sconfitto da quest'ultimo che bruciò completamente Hazor. Secondo il Libro dei Giudici Hazor fu poi la sede di un altro re cananeo di nome Iabin, il cui comandante, Sisara, guidò l'esercito contro Barak venendo sconfitto. Secondo l'ecdotica la versione prosaica del personaggio di Barak, a differenza di quella poetica della Canzone di Deborah, è una fusione di due eventi separati, uno riguardante Barak e Sisara come descritto nella parte poetica, l'altro relativo alla confederazione di Iabin ed alla sua sconfitta. Inoltre, sempre per l'ecdotica, il Libro di Giosuè ed il Libro dei Giudici sarebbero contemporanei, riferendosi agli stessi eventi, piuttosto che descrivere eventi differenti, e quindi si riferirebbero allo stesso re Iabin (ne esistette più di uno), potente re di Hazor, la cui confederazione cananea venne sconfitta da un esercito israelita.

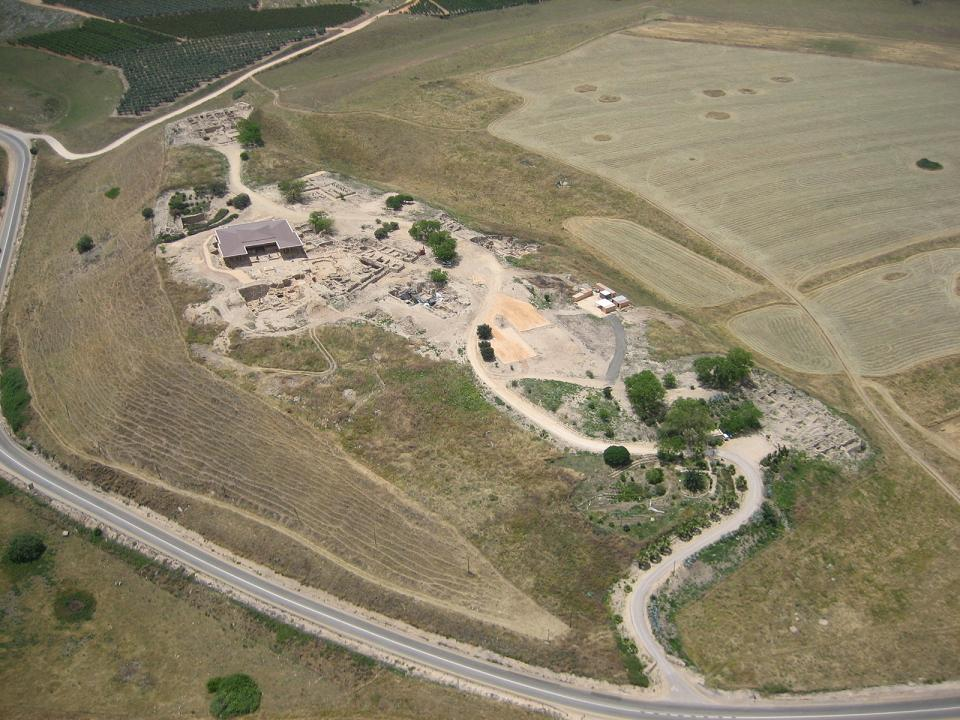
Foto aerea di Tel Hazor

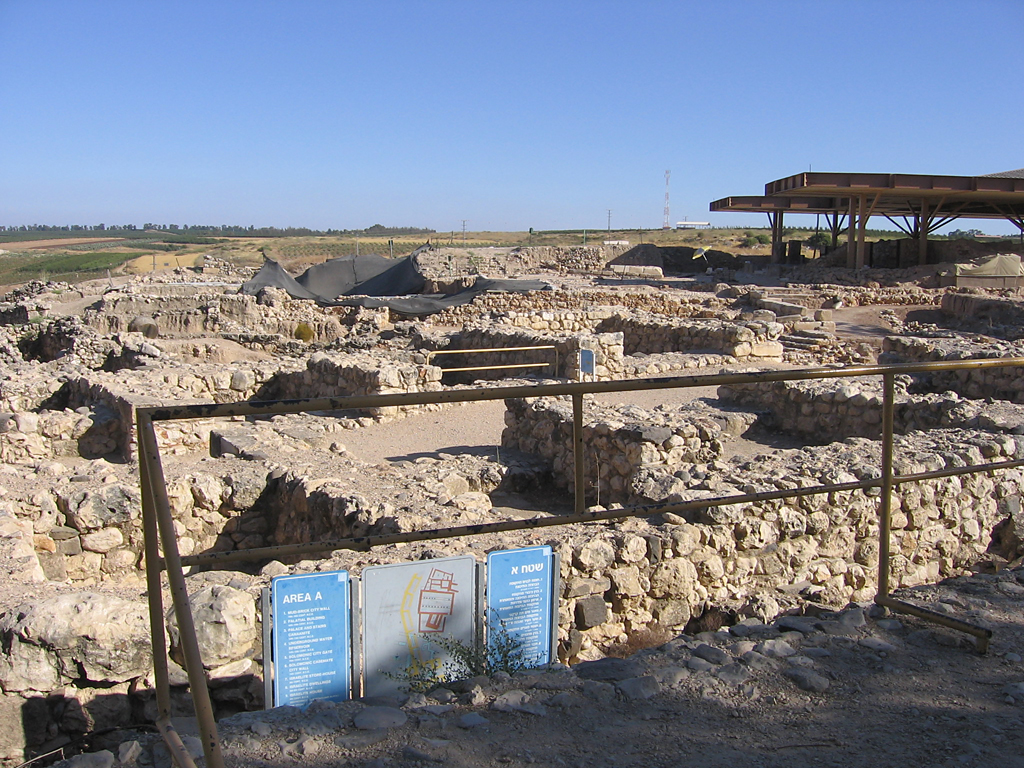
La Porta delle Camere risalente al X sec. a.C.

Alcuni archeologi credono che gli israeliti emersero come cultura dalla società cananea, e quindi che la stessa conquista israelita di Canaan non è solo un dettaglio biblico; molti testi biblici credono che il Libro di Giosuè racchiuda numerose battaglie indipendenti tra vari gruppi, per un periodo di molti secoli, ed attribuite artificiosamente a un singolo leader, Giosuè. Nondimeno, un giacimento archeologico databile attorno al 1200 a.C. mostra segni di un incendio catastrofico, e tavole con scrittura cuneiforme ritrovate sul posto parlano di monarchi di nome Ibni, che potrebbe essere l'origine etimologica di Iabin. La città mostra anche segni di essere stata una magnificente realtà prima della sua distruzione, con grandi templi e maestosi palazzi, suddivisi in un'acropoli superiore e in una città al livello inferiore; Hazor sarebbe stata, con ogni probabilità, il principale centro cananeo.
Le tavole cuneiformi citano Ibni riferendolo alla media età del bronzo (2000-1550 a.C.), data molto anteriore alla distruzione di Hazor e a quelle avvenute nel tardo periodo del bronzo di Aphek (Antipatris), Lachish e Megiddo; questo dimostrerebbe che tali città non possono essere state distrutte da un singolo esercito guidato da una sola persona in una sola campagna bellica (come il Libro di Giosuè farebbe credere). Gli archeologi sospettano che la vera causa della distruzione di Hazor possa essere semplicemente una guerra civile, attacchi portati dai Popoli del Mare e/o come risultato del collasso generale della civilizzazione che coinvolse l'intero Mediterraneo orientale nella tarda età del bronzo.

## La Hazor israelita
I reperti archeologici suggeriscono l'idea che, dopo la sua distruzione, la città di Hazor venne ricostruita sotto forma di piccolo villaggio. Secondo i Libri dei Re la città, insieme a Megiddo e Gezer, venne in seguito fortificata ed espansa da re Salomone. Come quelli di Megiddo e Gezer, anche i resti di Hazor mostrano che all'inizio dell'età del ferro in città venne costruita una porta con sei camere, nello stile tipico degli edifici amministrativi; gli archeologi sono convinti che questa costruzione sia stata aggiunta dalla stessa persona che creò quelle di Megiddo e Gezer. Riferendosi ai Libri dei Re alcuni archeologi conclusero inizialmente che questi reperti dimostrassero la veridicità di quanto raccontato nella Bibbia (ovvero che furono costruite per ordine di Salomone), nonostante questa idea sia avversata da altri che la ritengono frutto di deduzione ideologica piuttosto che di fatti dimostrabili sul campo.
A questo periodo è attribuito anche l'edificio tripartito a pilastri, con probabili funzioni di controllo delle importazioni e delle vie commerciali.
Analisi più recenti dello stile architettonico e delle ceramiche trovate nelle sei camere, e negli altri edifici amministrativi dei tre siti, indicano che le costruzioni risalgono al IX secolo a.C., durante il regno degli Omridi. Anche una successiva datazione al carbonio ha confermato quest'ultima data. E' stato proposto che a causa di pregiudizi religiosi degli scrittori della Bibbia nei confronti degli Omridi (che erano politeisti), il merito della loro fondazione venne assegnato al mitico o semi-mitico Re Salomone.
Yigael Yadin, uno dei primi archeologi ad aver lavorato sul posto, riconobbe molti reperti come Omridi; Megiddo, Gezer e Hazor posseggono tutte degli scavi nella roccia alla base di cui partono tunnel che conducono a bacini idrici; strutture che Yadin attribuì al regno di Acab; Yadin attribuì allo stesso Acab anche una cittadella di 25x21 metri, con mura spesse due metri, eretta nella parte occidentale di Hazor. Le datazioni effettuate da Yadin si basavano sull'assunzione che lo strato che univa le due porte e l'amministrazione fosse stato costruito da Salomone, per questo motivo molti archeologi datano cittadella e pozzi a periodi successivi.
I resti archeologici indicano che verso la fine del IX secolo a.C., quando il re di Israele era Jehu, Hazor cadde sotto il controllo di Aram-Damasco. Molti archeologici sospettano che in seguito a questa conquista, non citata nella Bibbia, ci fu un sostanzioso periodo di occupazione delle forze Aramee; Altri reperti indicano che Hazor venne ricostruita poco dopo la conquista da parte di Aram, probabilmente quale città Aramea. Quando gli assiri sconfissero gli Aramei Hazor sembrò tornare sotto il controllo israelita; i registri assiri dicono che Joash, re di Israele in quel tempo, pagò un tributo all'Assiria ed Israele divenne un vassallo assiro. In seguito la città, con i resti del regno di Israele, entrò in un periodo di grande prosperità, particolarmente sotto il regno di Jeroboam II; molti archeologi fanno risalire la nuova ricostruzione di Hazor, Megiddo e Gezer, compresi i pozzi idrici, a questo periodo.
Un tentativo di ribellione israelita contro gli Assiri finì con l'invasione delle forze del re assiro, Tiglat-Pileser III; le prove rinvenute sul terreno suggeriscono che vennero frettolosamente rinforzate le difese di Hazor. Nonostante questo tentativo, nel 732 a.C. Hazor venne conquistata, e la sua popolazione deportata, e la città venne rasa al suolo da un incendio.
Allo stato attuale, una parte degli archeologi e studiosi (come  Israel Finkelstein, Ze'ev Herzog, Thomas L. Thompson, Mario Liverani) supporta la datazione al IX secolo a.C., altri (tra cui William G. Dever, Amihai Mazar, Kenneth Kitchen e Baruch Halpern) sono rimasti legati alla cronologia classica.

## Museo
I reperti degli scavi sono esposti in un museo di Ayelet HaShahar. Nel 2008 alcuni artefatti vennero danneggiati da un terremoto.

### Riferimenti
1. ↑  Libro di Giosuè  Giosuè 11:1-5, su laparola.net.  Giosuè 11:10-13, su laparola.net.
2. ↑  Libro dei Giudici 4
3. 1 2 3  Commenti di Peake alla Bibbia
4. ↑  Jewish Encyclopedia, Libro di Giosuè, Libro dei Giudici
5. ↑  Jewish Encyclopedia, Iabin
6. 1 2 3 4 5 6 7 8 9 10 11 12 13 14 15 16 17 18  Israel Finkelstein, The Bible Unearthed
7. ↑  Primo Libro dei Re  1Re 9:15, su laparola.net.
8. ↑  Jeffrey A. Blakely, "Reconciling Two Maps:Archaeological Evidence for the Kingdoms of David and Solomon", in Bulletin of the American Schools of Oriental Research, 327, 2002.
9. ↑  Secondo Libro dei Re  2Re 15:29, su laparola.net.
10. ↑  Mario Liverani, Oltre la Bibbia. Storia antica di Israele, Laterza, 2003, pp. 104-142, ISBN 978-88-420-9841-6.
11. ↑  (EN) Divided Kingdom, United Critics, su Biblical Archaeology Society, 2 luglio 2014. URL consultato il 29 aprile 2021.
12. ↑   William G. Dever, What Did the Biblical Writers Know and When Did They Know It? What Archaeology Can Tell Us About the Reality of Ancient Israel, Eerdmans Pub Co, 2002.
13. ↑  Articolo su haaretz.com[collegamento interrotto]
14. ↑   Versione in israeliano, con foto dei reperti danneggiati dal terremoto, su haaretz.co.il. URL consultato il 20 marzo 2008 (archiviato dall'url originale il 19 giugno 2010).